# Eremochrysa pima
Eremochrysa pima är en insektsart som beskrevs av Banks 1950. Eremochrysa pima ingår i släktet Eremochrysa och familjen guldögonsländor. Inga underarter finns listade i Catalogue of Life.